# 鈴木利秋
鈴木 利秋（すずき としあき、1943年11月3日 - ）は、日本の俳優、声優。テアトル・エコー団友。東京都出身。日本大学中退。

## 人物
1963年にテアトル・エコーに入団し、翌年の『訪問客』が初舞台。
その何とも言えない声から、『怪人オヨヨ』の怪人オヨヨの声など怪人物役を演じてきた。『仮面ライダー』のサボテグロンの声が知られている。阪脩、梶哲也、山下啓介らと共に、劇場版『仮面ライダー対ショッカー』の再生怪人を多数を担当した。再生怪人専門だが、知的な怪人が多い。

## 出演作品

### テレビドラマ
- 怪人オヨヨ（怪人オヨヨの声）

### 映画
- 11ぴきのねこ

### テレビアニメ
- 海底少年マリン（1969年、部下B、男）

### ゲーム
- 仮面ライダー（1998年、サボテグロン）

### 特撮
- 忍者部隊月光（1964年、M二号配下のマキューラ団員）
- 仮面ライダー（1971年、サボテグロンの声[5]）
- 仮面ライダー対ショッカー（1972年、再生ナメクジラの声[5]、再生イソギンチャックの声[5]、再生カメレオン男の声[5]、再生アリキメデスの声[5]）※鈴木敏秋名義[2]

### 舞台
- 訪問客（1964年）[1]
- 四人の隊長の恋（1964年、衛兵1[6]）
- 罪と罰（1968年、ラズミーヒン[1]）
- 11ぴきのネコ（1971年[7]、1973年、にゃん十[8]）

## 舞台監督
- 道元の冒険（1971年）[9]
- マリリン・モンロー（1972年）[10]